# Bombardierung Algiers (1816)
Am 27. August 1816 bombardierte eine britische Flotte unter dem Befehl von Admiral Edward Pellew zusammen mit einer niederländischen Flotte Algier, womit in der Folge die Abschaffung der Versklavung kriegsgefangener Christen durchgesetzt wurde. Bereits im Vorfeld konnte die Zustimmung zur Beendigung dieser Praxis von den Herrschern von Tunis und Tripolis auf diplomatischem Wege erwirkt werden.

## Vorgeschichte
Seit dem 17. Jahrhundert war es gängige Praxis der Barbareskenstaaten Algier, Tunis und Tripolis, private Seefahrer (Barbaresken-Korsaren) zu autorisieren, die Handelsschiffe jener Staaten zu erbeuten, mit denen sie sich im Kriegszustand befanden. Im Gegenzug musste ein Teil der Prise (Beute) an den Staat abgeführt werden. Diese Praxis (Kaperei) war bis zur Unterzeichnung der Pariser Seerechtsdeklaration vom 16. April 1856 von allen Seemächten als völkerrechtlich legitimes Mittel anerkannt und ist von der Piraterie zu unterscheiden. Allerdings wurde auch die Besatzung der gekaperten Schiffe als Beute betrachtet und versklavt. Den Staaten der betroffenen Besatzungen blieb nur die Möglichkeit, die Freilassung ihrer Bürger durch Gewalt zu erzwingen oder diese freizukaufen.
Die Beziehungen zwischen dem Vereinigten Königreich und den Barbareskenstaaten Algier, Tunis und Tripolis waren seit dem Ende des 17. Jahrhunderts weitgehend friedlich. Die Barbareskenstaaten achteten die mit dem Vereinigten Königreich geschlossenen Verträge, so dass britische Handelsschiffe von Kaperungen verschont blieben. Das Vereinigte Königreich gehörte zu den wenigen Staaten, die für die Erhaltung des Friedenszustands keine Tribute an die Barbareskenstaaten zahlen mussten und durch Konsuln dort dauernd diplomatisch vertreten waren.

### Erste Expedition von Admiral Pellew
Im Frühjahr 1816 wurde Edward Pellew (seit 1814 Lord Exmouth), der Befehlshaber der britischen Mittelmeerflotte, mit einer diplomatischen Mission zu den Barbareskenstaaten Algier, Tunis und Tripolis beauftragt. Der Wiener Kongress hatte neue politische Verhältnisse geschaffen: Die Barbareskenstaaten sollten darüber informiert werden, dass die Ionischen Inseln und das Königreich Hannover nun Teil des Britischen Weltreichs wären. Versklavte Ioner sollten – als nunmehr britische Bürger – freigelassen werden. Daneben sollten im Namen der Königreiche Neapel und Piemont-Sardinien mit den Barbareskenstaaten Friedensverträge abgeschlossen und deren versklavte Bürger freigekauft werden.
Pellew und seine Flotte erreichten Algier am 24. März und Tunis am 12. April. Aufgrund eines Übersetzungsfehlers wurde gegenüber dem Herrscher von Tunis die Forderung ausgesprochen, die Versklavung aller Christen zu beenden, worin der Herrscher von Tunis nach einer Beratung mit seinem Dīwān überraschenderweise einwilligte. Aufgrund dieses Erfolges stellte Pellew dieselbe Forderung gegenüber dem Herrscher von Tripolis, der ebenfalls einwilligte. Am 20. April erhielt Pellew den Befehl, erneut nach Algier zu segeln, um dort gegen einen kürzlich unterzeichneten, für das Vereinigte Königreich nachteiligen Vertrag zwischen den USA und Algier zu protestieren. Pellew nahm die Gelegenheit wahr, auch gegenüber dem Herrscher von Algier, Omar Pascha, die Forderung nach der endgültigen Beendigung der Versklavung von Christen zu stellen. Allerdings verweigerte Omar dafür seine Zusage und hielt Pellew hin, indem er erklärte, vorher den osmanischen Sultan – seinem nominellen Oberherrscher – konsultieren zu müssen. Pellew akzeptierte letztendlich die Verzögerung und stellte eine britische Handelsfregatte zur Verfügung, welche die algerische Delegation nach Konstantinopel transportierte. Pellew beendete damit seine Expedition und verließ am 20. Mai 1816 Algier in Richtung England. Den Oberbefehl über die britische Mittelmeerflotte übergab er dem Vizeadmiral Charles Penrose.

### Massaker von Bona
Während der Verhandlungen kam es am 16. Mai zwischen Pellew und Omar zu einem hitzigen Streit, worauf beide impulsiv reagierten: Omar sandte Kuriere nach Oran und Bona mit dem Befehl, dort alle britischen Bürger festzunehmen, Pellew indessen gab das Signal, die Schiffe in Stellung für eine Bombardierung der Stadt zu bringen, was aber wegen schlechter Windverhältnisse nicht durchgeführt werden konnte. Die Situation entspannte sich, und die Verhandlungen wurden am 19. Mai durch Pellews Bruder, Konteradmiral Israel Pellew, fortgesetzt und abgeschlossen. Omar entschuldigte sich für den Befehl und sandte Kuriere zum Widerruf aus. Allerdings erreichten diese nicht rechtzeitig ihr Ziel, und so kam es am 23. Mai 1816 in Bona zu einem Massaker. 1807 hatte das Vereinigte Königreich vom Herrscher Algiers das Recht erhalten, dort Korallen zu fischen. Anstatt aber selbst zu fischen, wurden Lizenzen an italienische Fischer vergeben. Der 23. Mai 1816 war ein Himmelfahrtstag, weshalb viele Fischer an Land waren, als sie durch algerische Soldaten festgenommen wurden. Dabei wurden der britische Vizekonsul und 200 bis 300 Italiener ermordet.

### Zweite Expedition von Admiral Pellew
Die Nachricht vom Massaker in Bona erschütterte die britische Öffentlichkeit und überzeugte die britische Regierung, eine neue Expedition mit dem Ziel zu entsenden, die Versklavung von Christen in Algier mit allen Mitteln endgültig zu beenden. Mit dem Kommando wurde erneut Admiral Pellew betraut. Die dafür zusammengestellte Flotte, bestehend aus 25 Schiffen, verließ Portsmouth am 25. Juli 1816 und erreichte Gibraltar am 9. August. Dort ankerte eine niederländische Flotte von sechs Schiffen unter dem Befehl von Vizeadmiral Theodorus Frederik van Capellen. Seit der Wiedererlangung der Unabhängigkeit von Frankreich im Jahr 1814 infolge des Wiener Kongresses waren niederländische Schiffe den Kaperungen durch algerische Korsaren ausgesetzt, da sich die Niederlande weigerten, die im Friedensvertrag (1794 letztmals bestätigt) festgelegten jährlichen Tributzahlungen an Algier wieder aufzunehmen. Jedoch erwies sich die Flotte von van Capellen zur Durchsetzung der niederländischen Interessen als zu schwach, weshalb er und seine Flotte in Gibraltar auf Verstärkung warteten. Van Capellen nutzte die Gelegenheit und schlug Pellew vor, ihre Expeditionen gemeinsam durchzuführen, was dieser akzeptierte. Der Aufenthalt in Gibraltar wurde für Übungen, Umrüstungen und Planungen genutzt.

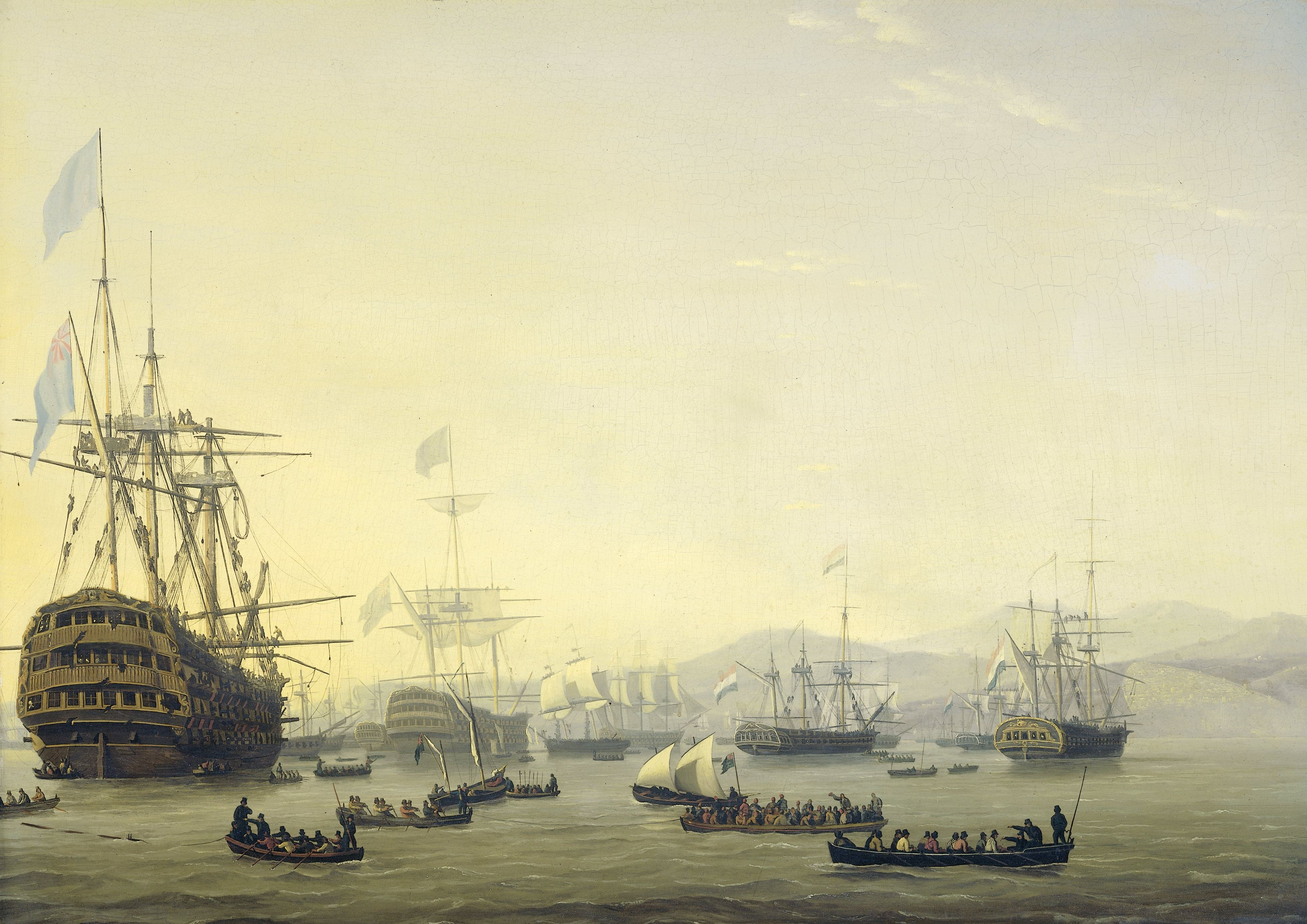
An Bord des britischen Flaggschiffs „Queen Charlotte“ hielten die Admirale Exmouth und van Capellen Kriegsrat

Um den britischen Generalkonsul Hugh McDonell aus Algier zu evakuieren, wurde die HMS Prometheus vorausgeschickt. Das Vorhaben scheiterte jedoch, und McDonell und 18 Besatzungsmitglieder wurden inhaftiert. Nach erfolglosem Protest des Kapitäns der Prometheus bei Omar Pascha gegen die Verhaftung segelte dieser aus Algier ab, um sich der Flotte wieder anzuschließen.
Die britisch-niederländische Flotte verließ Gibraltar am 14. August und erreichte Algier am Morgen des 27. August. Um etwa 11 Uhr ließ Pellew Omar Pascha einen Brief mit folgenden Forderungen zukommen:
- Abschaffung der Sklaverei von Christen
- Auslieferung aller christlichen Sklaven
- Rückzahlung des Lösegelds, welches die Königreiche Neapel und Piemont-Sardinien für den Freikauf ihrer versklavten Bürger im Frühjahr 1816 gezahlt hatten
- Friedensschluss mit den Niederlanden
- Freilassung der gefangenen Besatzungsmitglieder der HMS Prometheus und des Generalkonsuls McDonell

Pellew drohte mit der Bombardierung der Stadt, wenn die Forderungen nicht innerhalb von drei Stunden angenommen würden. Omar Pascha ließ die Frist verstreichen, worauf Pellew das Signal für den Angriff gab.

## Ausgangslage

### Zusammensetzung der britisch-niederländische Flotte

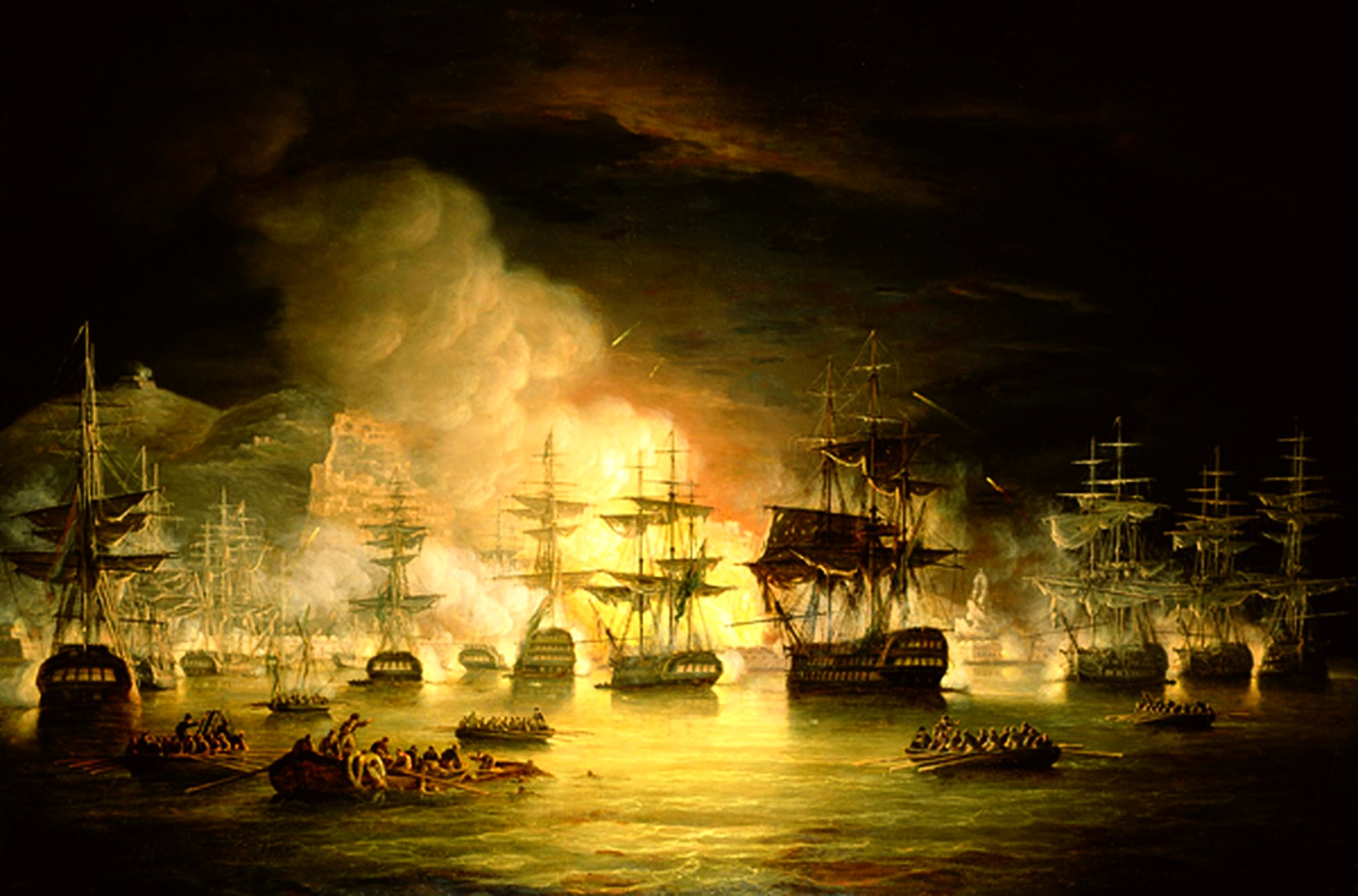
Thomas Luny: Bombardierung Algiers

(Quelle: )
| Schiffstyp    | Großbritannien | Niederlande | Total                    |
| ------------- | --- | --- | ------------------------ |
| Linienschiffe | HMS Queen Charlotte (104) (FF) – Capt. James Brisbane HMS Impregnable (98) – Capt. Edward Brace HMS Superb (74) – Capt. Charles Ekins HMS Minden (74) – Capt. William Paterson HMS Albion (74) – Capt. John Coode          | - | 5 (424)                  |
| Fregatten     | HMS Leander (58) – Capt. Edward Chetham HMS Severn (50) – Capt. Frederick Whitworth Aylmer HMS Glasgow (50) – Capt. Anthony Maitland HMS Granicus (36) – Capt. William Furlong Wise HMS Hebrus (36) – Capt. Edmund Palmer  | Hr.Ms. Melampus (40) (FF) – Kapitein Antony Willem Hendrik de Man Hr.Ms. Frederika Sophia Wilhelmina (40) – Kap. Jacob Adriaan van der Straten Hr.Ms. Diana (40) – Kap. Pieter Ziervogel Hr.Ms. Amstel (40) – Kap. Willem Augustus van der Hart Hr.Ms. Dageraad (30) – Kap. Johannes Martinus Polders | 5 (230) 5 (190) 10 (420) |
| Korvetten     | - | Hr.Ms. Eendragt (18) – Kap. Jan Frederik Christiaan Wardenburg | 1 (18)                   |
| Brigg-Sloops  | HMS Heron (18) – Cdr. George Bentham HMS Mutine (18) – Cdr. James Mould HMS Britomart (10) – Cdr. Robert Riddell HMS Cordelia (10) – Cdr. William Sargent HMS Prometheus (16) – Cdr. William Bateman Dashwood              | - | 5 (72)                   |
| Mörserschiffe | HMS Beelzebub (8 + 2 Mörser) – Cdr. William Kempthorne HMS Fury (8 + 2 Mörser) – Cdr. Constantine Richard Moorsom HMS Hecla (10 + 1 Mörser) – Cdr. William Popham HMS Infernal (6 + 1 Mörser) – Cdr. George James Percival | - | 4 (32 + 6 Mörser)        |
| Total         | 19 (758 + 6 Mörser) | 6 (208) | 25 (966 + 6 Mörser)      |

Zudem führte die Flotte einen in Gibraltar zum Brander umgerüsteten Schoner namens Fly oder Vesuvius sowie 55 in Gibraltar umgerüstete Schaluppen mit. Von den Schaluppen waren 37 mit Kanonen, 10 mit Mörsern und 8 mit Congreve-Raketenwerfern ausgestattet. Diese Schaluppen entstammten entweder dem ursprünglichen Flottenbestand an Beibooten oder wurden in Gibraltar erworben. Diese Schaluppen waren während der Bombardierung zu einer Flottille zusammengefasst, die von Frederick Thomas Michell befehligt wurde.
Zusätzlich gehörten der britischen Flotte folgende nicht aktiv an der Bombardierung beteiligte Schiffe an:
- der Schoner HMS Falmouth (8) – Master Thomas Armstrong
- die Transportschiffe Friends und Maria
- der Schoner HMS Express (8) – Master’s mate Christopher Dale, Versorgungsschiff der HMS Albion

Ursprünglich Teil der britischen Flotte, aber nicht mit nach Algier gesegelt waren:
- die Brigg-Sloop HMS Jasper (10) – Cdr. Thomas Carew, segelte zur Überbringung von Nachrichten am 14. August von Gibraltar nach England zurück
- die Brigg-Sloop HMS Saracen (18), blieb in Gibraltar zurück

### Algier
Die im Hafen ankernde algerische Flotte hatte eine Gesamtanzahl von 337 bis 361 Kanonen und bestand aus fünf Fregatten (4x44–50, 1x38), vier Korvetten (1x30, 1x26, 1x22, 1x20), einer Brigg (20) und einer Galeere (5). Daneben waren zum Schutz des Hafens 37 Schaluppen vorhanden, ausgerüstet mit Kanonen oder Mörsern.

## Verlauf

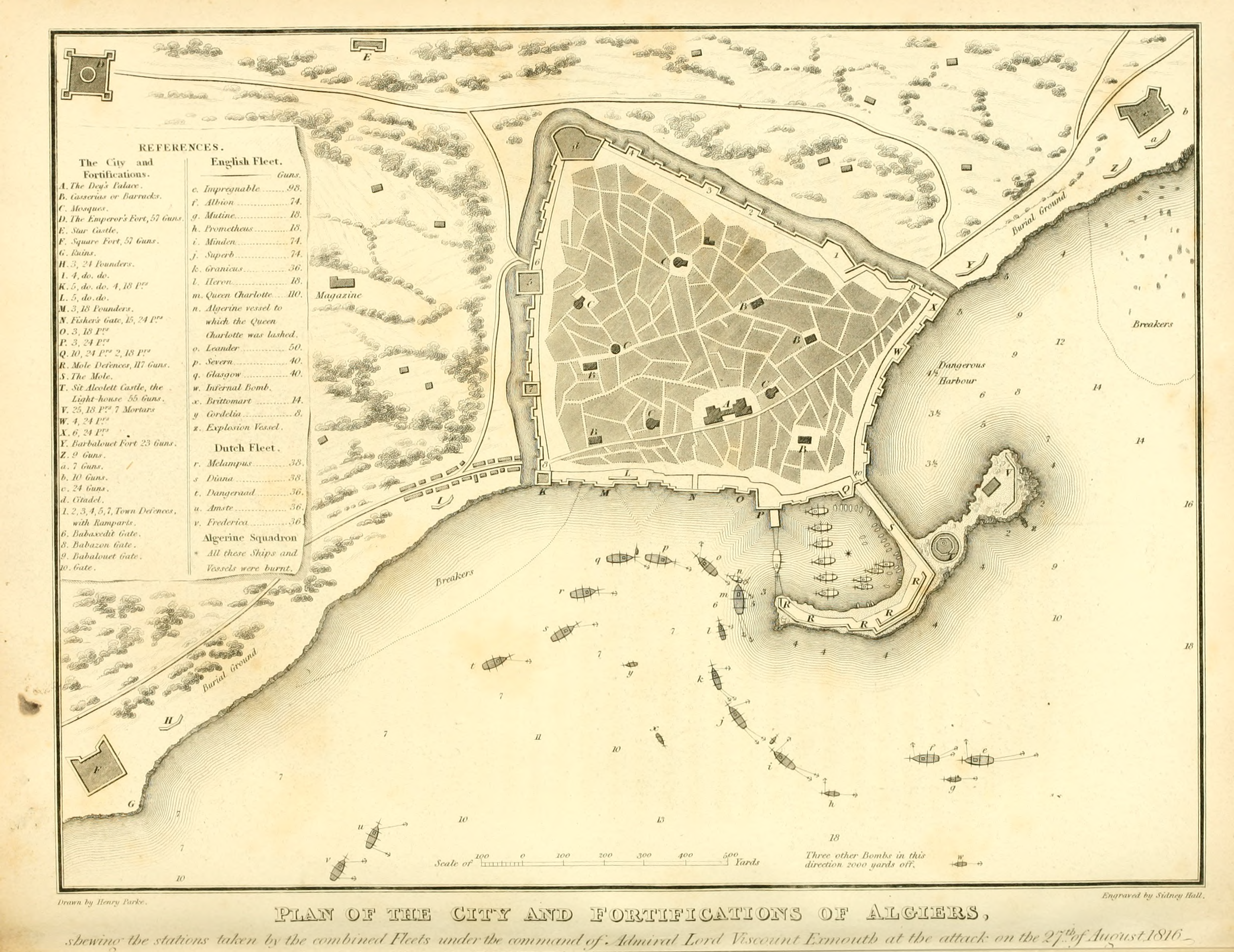
Positionierung der britisch-niederländischen Flotte und Lage der Befestigungen und Batteriestellungen Algiers (zeitgenössische Darstellung, 1818)

Als der Dey auf Exmouths Forderungen mit Kanonenschüssen antwortete, begann die britisch-niederländische Flotte mit dem Beschuss der Festung, des Hafens und der Stadt. Algerische Batterien feuerten anfangs heftig zurück. Durch den sechsstündigen Beschuss wurden aber die Festungsartillerie und die im Hafen liegende algerische Flotte vernichtet und fast die halbe Stadt mitsamt ihren Vorratsspeichern zerstört. Die Stadtbevölkerung wehrte sich verzweifelt, die Janitscharen jedoch drängten den Dey zum Aufgeben.

## Folgen
Zahlreiche algerische Zivilisten waren der Bombardierung zum Opfer gefallen. Am 28. August 1816 kam es zu einer Übereinkunft, durch die der Dey versprach, die Sklaverei für immer aufzugeben. In der Regentschaft Algier wurden alle verbliebenen christlichen Sklaven – insgesamt 1211 – in die Freiheit entlassen, wovon allein in der Stadt Algier und deren Umland 1083 anwesend waren. Der Großteil wurde durch die beiden Transportschiffe in ihre Heimat gebracht. Auf Druck von Pellew entließen auch Tunis und Tripolis die restlichen christlichen Sklaven in die Freiheit. Durch Pellews Expeditionen wurden demnach allein in der Regentschaft Algier 1642 und in allen drei Regentschaften zusammen 3003 christliche Sklaven befreit.
Die Bombardierung Algiers beendete die Piraterie jedoch nicht. Omar Pascha wurde von den Janitscharen gestürzt, und schon 1817 überfielen algerische Piraten wieder Schiffe im Mittelmeer sowie im Atlantik und sogar in der Nordsee. Spanien und die italienischen Staaten mussten weiterhin Tribute an Algier entrichten. 1824 beschoss ein britisches Geschwader unter Admiral Neale erneut Algier.

### Erlebnisberichte
Abraham Salamé begleitete die britische Flotte als Dolmetscher und Übersetzer. Frederick Thomas Michell kommandierte während der Schlacht die britische Kanonen-, Mörser- und Raketenwerferbootflottille.
- Abraham Salamé: A Narrative of the expedition to Algiers in the year 1816. London 1819. (Digitalisat: online)
- Frederick Thomas Michell: Personal Recollections of the Expedition to Algiers in August 1816. Totnes 1865. (Digitalisat: online)

### Sekundärliteratur
- William Laird Clowes: The Royal Navy – A History from the earliest times to the present, Volume VI. London 1901, S. 226–231. Digitalisat: online
- Gregory Fremont-Barnes: Wars of the Barbary Pirates: To the shores of Tripoli: The birth of the US Navy and Marines. Osprey Publishing Ltd., Oxford und New York 2006, S. 79–87, ISBN 1-84603-030-7.
- Daniel Panzac: Barbary Corsairs. The End of a legend 1800–1820. Brill, Leiden und Boston 2005, S. 273–288.
- Edward Osler: The life of Admiral Viscount Exmouth. London 1835. (Digitalisat: online)
- J.C. Mollema: Het bombardement van Algiers 27 Augustus 1816. In: Nederlands Scheepvaartmuseum. Jaarverslag, Amsterdam 1937, S. 55–64.
- Joseph Allen: Battles of the British Navy from A.D. 1000 to 1840, Volume II. London 1842, S. 517–525. (Digitalisat: online)
- Frederick C. Leiner: The End of Barbary Terror: America’s 1815 war against the Pirates of North Africa. Oxford University Press, 2006, S. 151–176. ISBN 978-0-19-518994-0.
- Abdeljelil Temimi: Documents turcs inédits sur le bombardement d'Alger en 1816. In: Revue de l'Occident musulman et de la Méditerranée. Band 5, Nr. 5, 1968, S. 111–133. (Digitalisat: online)
- Roger Perkins und Kenneth J. Douglas-Morris: Gunfire in Barbary. Admiral Lord Exmouth`s battle with the Corsairs of Algiers in 1816 – The story of the suppression of white christian slavery. Hampshire 1982.
- Cyril Northcote Parkinson: Edward Pellew, Viscount Exmouth, Admiral of the Red. Methuen & Co., London 1934, S. 416–464. online